# Жібрітов
Жібрітов (словац. Žibritov) — село в окрузі Крупіна Банськобистрицького Словаччини. Площа села 9,96 км². Станом на 31 грудня 2017 року в селі проживало 63 жителі. Протікає річка Бебрава.

## Історія
Перші згадки про село датуються 1266 роком.

## Населення
| Рік:            | 1994. | 2004.    | 2014.    | 2024.   |
| --------------- | ----- | -------- | -------- | ------- |
| Кількість осіб: | 97    | 81       | 67       | 62      |
| Різниця:        |       | -16,49 % | -17,28 % | -7,46 % |

| Рік:            | 2023. | 2024.   |
| --------------- | ----- | ------- |
| Кількість осіб: | 65    | 62      |
| Різниця:        |       | -4,61 % |